# Lewis Hartsough

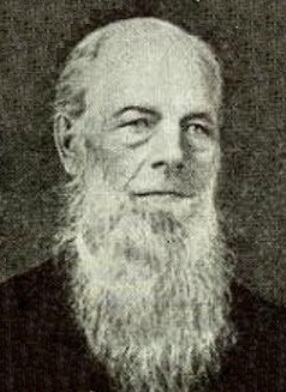
Lewis Hartsough

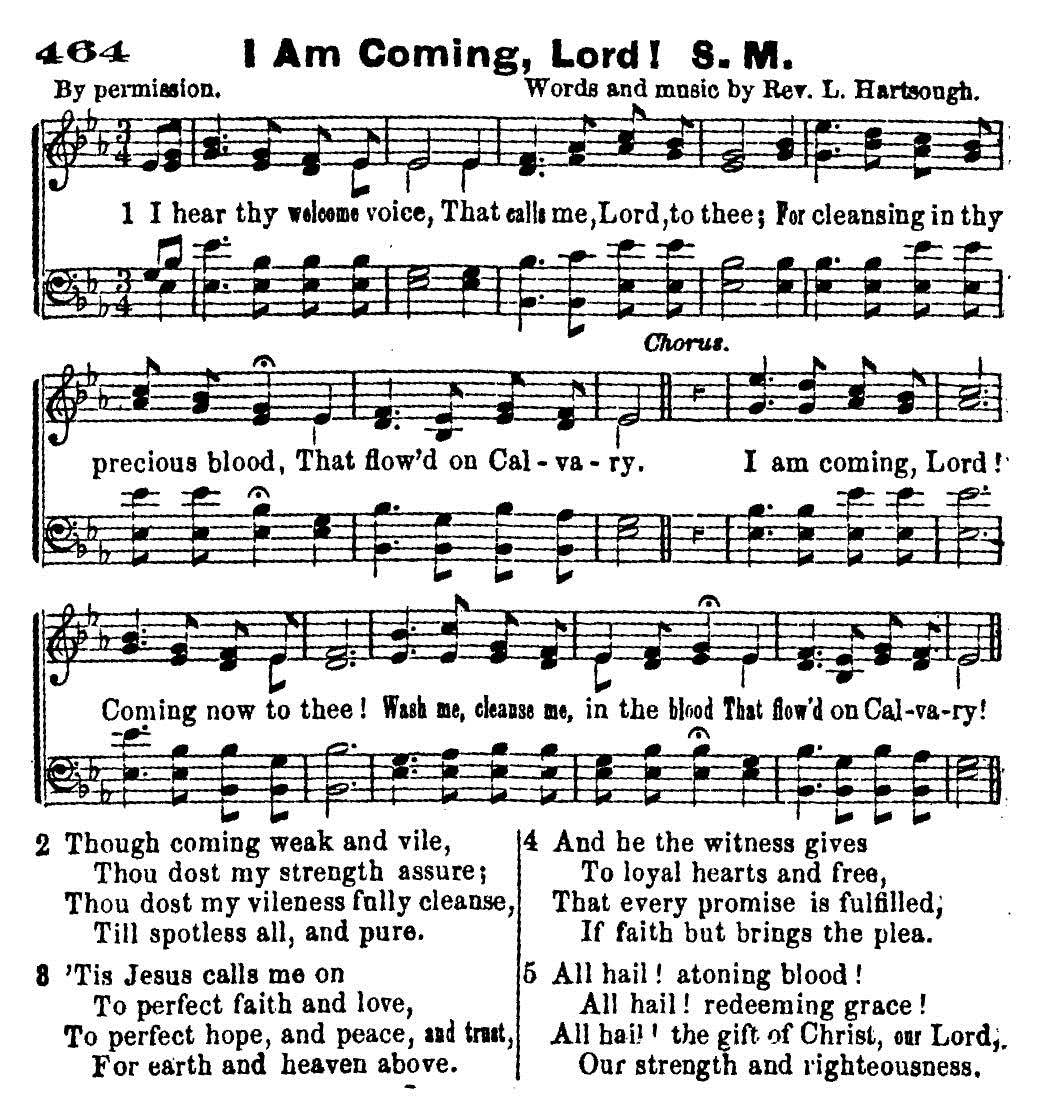
Hartsoughs „Gwahoddiad“, 1872.

Lewis Hartsough (* 31. August 1828 in Ithaca, New York; † 1. Januar 1919 in Mount Vernon, Iowa) war ein methodistischer Pfarrer, Erweckungsprediger und Verfasser von Gospelsongs.

## Leben
Hartsough machte eine Ausbildung am Cazenovia Seminary und wurde 1853, ein Jahr nach seiner Graduierung, als Pastor ordiniert. 15 Jahre lang diente er in der Oneida Conference von Upstate New York. Während dieser Zeit verfasste er zahlreiche Gedichte und Lieder, wie beispielsweise I Love to Sing of Heaven (1858), welches gewöhnlich mit Melodien von Charles W. Dunbar beziehungsweise William B. Bradbury gesungen wird. In der South Street Methodist Episcopal Church in Utica, lernte Hartsough den Verleger Joseph Hillman kennen. Aus dieser Bekanntschaft entwickelte sich eine Zusammenarbeit, die über lange Jahre andauern sollte und selbst noch weiter bestand, als Hartsough sich aus Gesundheitsgründen in ein Gebiet mit einem trockeneren Klimat versetzen lassen musste. Hartsough zog nach Utah, wo er der erste Superintendent der Utah Mission wurde und presiding elder des Wyoming District.
1868, in Wyoming, wurde Hartsough musikalischer Herausgeber des Revivalist, eines Kompendiums von Kirchenliedern und Gospelsongs, das insgesamt in 11 Ausgaben erschien mit wechselnden Inhalten. Der Revivalist wurde von Hillman in Troy herausgegeben und Hartsough und Hillman kommunizierten hauptsächlich durch Briefe.
1871 zog Hartsough um zu einer Gemeinde in Epworth, Iowa. Dort verfasste Hartsough für eine Massenevangelisation (revival meeting) den Gospelsong, für den er noch immer international bekannt ist. I Am Coming, Lord (“I hear thy welcome voice”) wurde im Revivalist veröffentlicht und erlangte internationale Bekanntheit, als Ira D. Sankey 1873 bei evangelistischen Veranstaltungen von Dwight Lyman Moody in Großbritannien das Lied in seiner walisischen Übersetzung „Gwahoddiad“ vortrug.

## Werk
Der Hymnologie William Jensen Reynolds schreibt, dass Hartsough in seiner Dienstzeit als Pastor in 15 Gemeinden und fünf Distrikten der Bischöflichen Methodistenkirche wirkte. In dieser Zeit reiste er an die 400.000 mi, machte 9.000 Hausbesuche und nahm an 7.000 Gebetstreffen und anderen Kirchenveranstaltungen teil. Außerdem hielt er ca. 1.500 Predigten.
Seine letzten Lebensjahre verbrachte er in Mount Vernon, Iowa.